# Contea di Putnam (Missouri)
La contea di Putnam in inglese Putnam County è una contea dello Stato del Missouri, negli Stati Uniti. La popolazione al censimento del 2000 era di 5 223 abitanti. Il capoluogo di contea è Unionville